# Parched With Thirst Am I and Dying
Parched with Thirst Am I and Dying es un álbum recopilatorio de la banda de metal extremo Celtic Frost publicado en 1992. Contiene canciones de álbumes, demos y varias otras grabaciones de la banda.

## Lista de canciones
1. Idols Of Chagrin (nueva)
2. Descent To Babylon, A (Babylon Asleep)
3. Return To The Eve
4. Juices Like Wine - (regrabada en 1991)
5. Inevitable Factor, The - (inédito)
6. Heart Beneath, The
7. Cherry Orchards - (edición de radio)
8. Tristesses De La Lune
9. Wings Of Solitude
10. Usurper, The - (regrabada en 1986)
11. Journey Into Fear - (inédito)
12. Downtown Hanoi - (regrabada en 1991)
13. Circle Of The Tyrants
14. In The Chapel In The Moonlight
15. I Won't Dance (The Elders Orient) - (edición de radio)
16. Name Of My Bride, The
17. Mexican Radio -
18. Under Apollyon's Sun (nueva)

## Créditos
- Tom Gabriel Fischer "Warrior" - Guitarra, voz
- Martin Eric Ain - Bajo
- Stephen Priestly - Batería
- Reed St. Mark - Batería
- Oliver Amberg - Guitarra
- Curt Victor Bryant - Bajo

- Datos: Q1134005